# Cacyreus
Cacyreus is een geslacht van vlinders van de familie van de Lycaenidae, uit de onderfamilie van de Polyommatinae (blauwtjes). De soorten van dit geslacht komen voor in het Afrotropisch gebied. Het Geraniumblauwtje is vanuit Zuid-Afrika door import van gecultiveerde Geraniums in Zuid-Europa terechtgekomen en heeft zich verder kunnen verspreiden over delen van Europa.

## Soorten
- C. audeoudi Stempffer, 1936
- C. darius (Mabille, 1877)
- C. dicksoni Pennington, 1962
- C. ethiopicus Tite, 1961
- C. fracta Grünberg, 1911
- C. lingeus (Stoll, 1782)
- C. marshalli Butler, 1898 – Geraniumblauwtje
- C. niebuhri Larsen, 1982
- C. virilis Aurivillius, 1924